# Méfou-et-Afamba
Méfou-et-Afamba ist ein Département der Region Centre in Kamerun.
Auf einer Fläche von 3358 km² leben nach der Volkszählung 2001 89.805 Einwohner. Die Hauptstadt ist Mfou.

## Gemeinden
- Afanloum
- Awaé
- Edzendouan
- Esse
- Mfou
- Nkolafamba
- Olanguina
- Soa